# Sete Fontes (Braga)
Sete Fontes (bokstavligen, Sju Källor) är en del av ett stort vattenförsörjningssystem som byggdes i mitten av 1700-talet, som levererade dricksvatten i kommunen Braga i norra Portugal, fram till första halvan av 2000-talet. I dag finns det bara 13 källor kvar, efter förstörelsen av en i början av 1990, för att möjliggöra byggandet av bostadshus. Bland de återstående delarna av Sete Fontes finns de runda byggnaderna Mãe de àguas (vattenmor), som är anslutna via akvedukter i marknivå och genom underjordiska tunnlar, så kallade minas (gruvor). Systemet är ett portugisiskt nationalmonument (“monumento nacional”).

## Historia

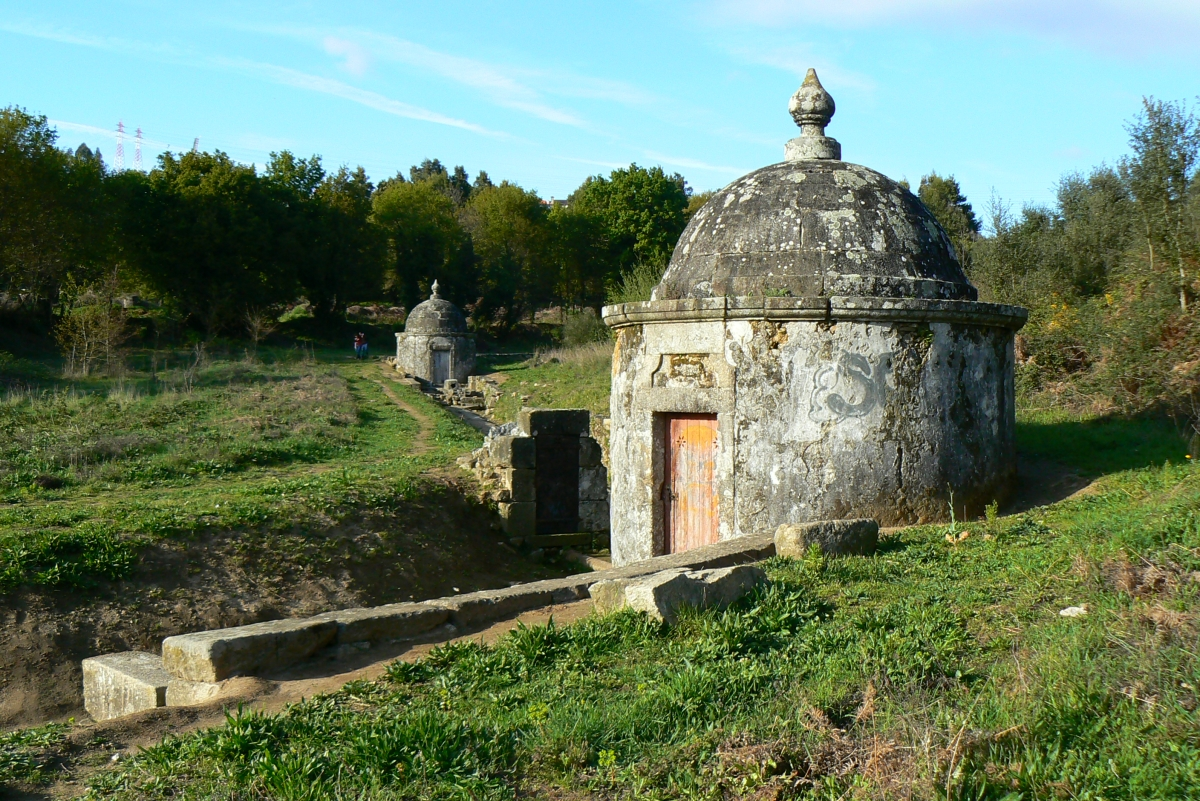
En av mães de água i Sete Fontes

Akvedukt i marknivå som länkar samman mães de água

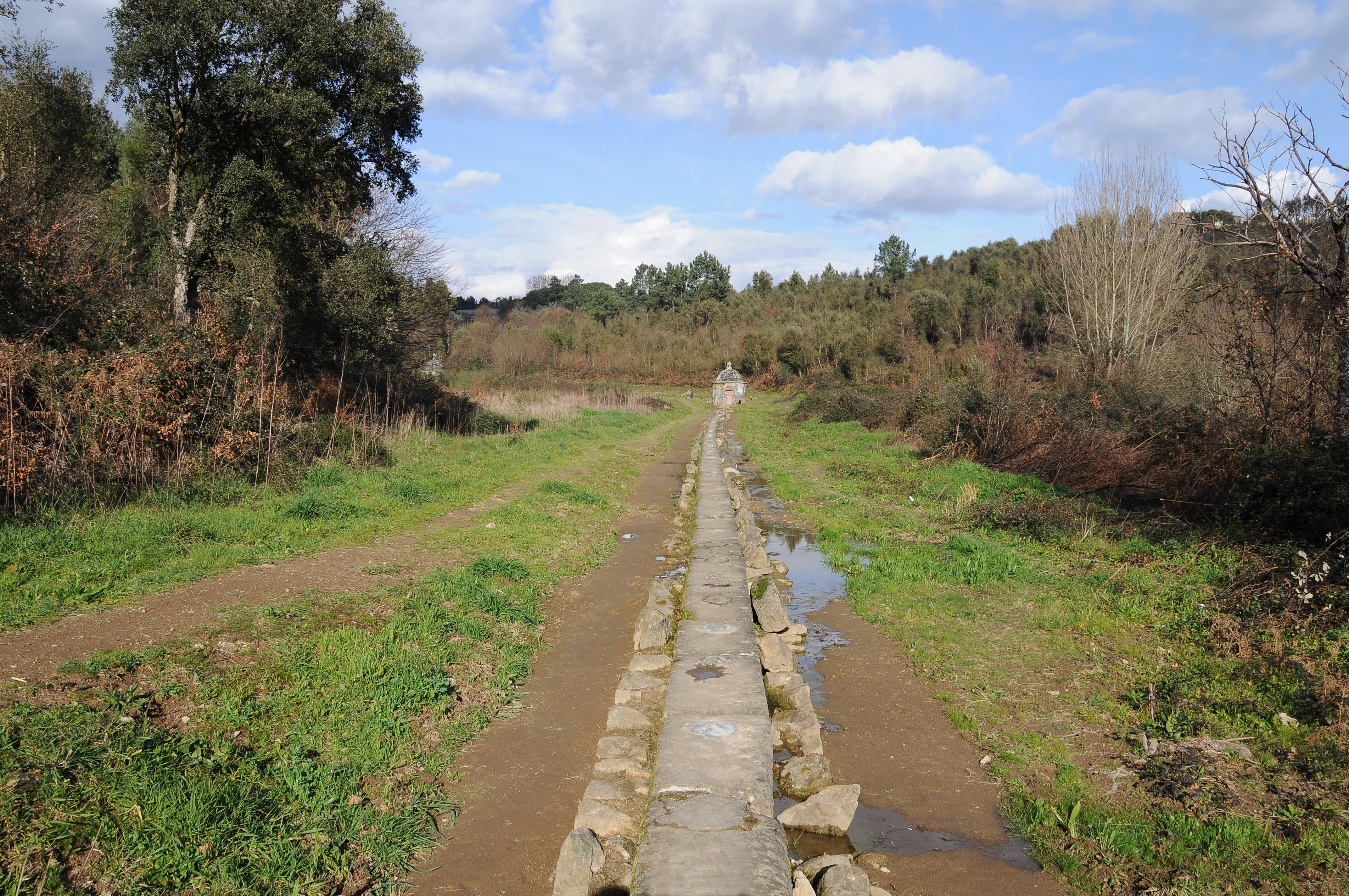
Underjordisk akvedukt som länkar samman mães de água

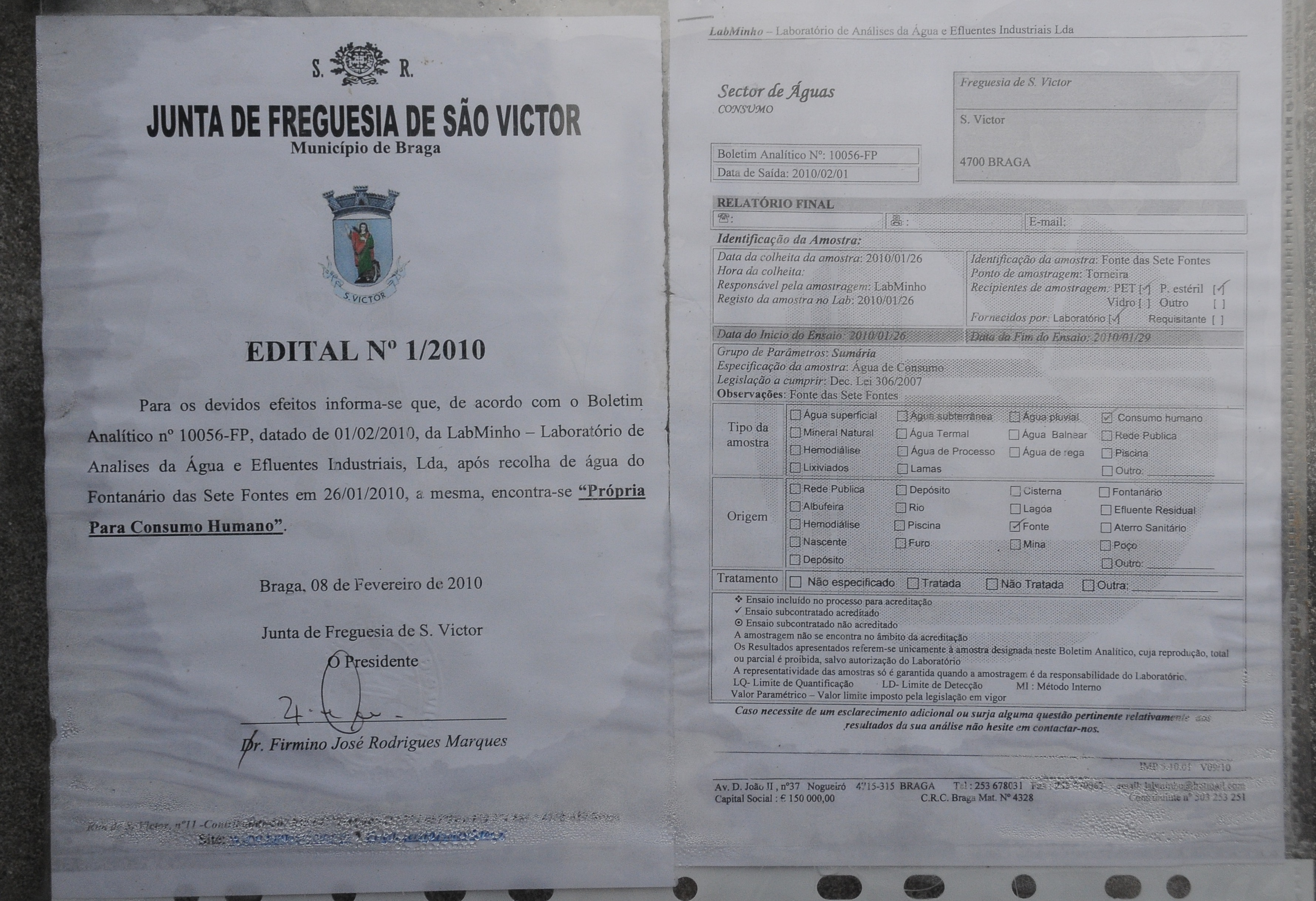
Vattenanalysrapport som påvisar den goda vattenkvaliteten (tjänligt som dricksvatten). Analys begärs regelbundet av stadsdelsnämnden São Vítor

Systemet ligger i nordöstra delen av stadsdelen São Victor nära den romerska leden Roman Geira (även känd som Geira XVIII). Det spekuleras i att vatten från detta område avvändes redan under romartiden när Braga gick under namnet Bracara Augusta.
Med växande antal invånare räckte redan under 1600-talet vattnet från brunnarna och naturliga källorna inne i staden inte till stadens och dess invånares behov. Därför insåg de styrande (på den tiden ärkebiskopen i Braga) nödvändigheten av att förbättra stadens vattenförsörjning .
Fram till början på detta århundrade hade ärkebiskopen D. Diogo de Sousa tagit vatten från källor inne i staden, t.ex. Fonte dos Granginhos , fr.o.m. 1531 även från källorna Fonte de Santiago och Fonte da Pracinha, och påbörjade byggandet av dricksvattenfontänen “Carcova” och en dricksvattenfontän på torget framför ärkebiskopssätet Largo do Paço.
Huvuddelen av det kvarvarande systemet byggdes under 1740- och 1750-talen under beskydd av ärkebiskopen D. José de Bragança (1741–1756),. Det är känt att hans föregångare, D. Rodrigo de Moura Telles (1704–1728), påbörjande arbetet av anläggandet av det då nya nätverket av akvedukter . D. José intresserade sig mycket för vattenförsörjningen, med start i augusti 1741 fram till 1744. . D. Rodrigo de Moura Telles försåg sjukhuset “São Marcos” med vatten .
Munken D. Caetano Brandão (1790–1805) gav order om att anlägga den underjordiska källan Mina dos orphaons (De föräldralösas gruva”)) runt 1804 för att förse med vatten den institution han själv startat.
Med vissa förbättringar var system i funktion och den huvudsakliga vattenförsörjning i Braga fram till 1914 då vatten börjades tas från floden Cávado strax norr om staden. Staden försågs med vatten från Sete Fontes fram till 1929 . Drickbart vatten springer fortfarande från källorna i systemet. Det finns även en allmän kran från vilken man kan tappa vatten. Vattnet kontrolleras regelbundet av stadsdelsnämnden.
Även om Sete Fontes var nämnd i stadsplanerna så sent som 1994 som en viktig resurs för staden, hotade trycket från byggare systemets vara och bevarande i mitten på 1990-talet  . Källan 'Mina de Adelino Correia och dess strukturer förstördes 1995. Det ryktas att stenarna bevaras på okänd plats i staden. 18 april 1995 utfärdades den officiella starten på processen att utvärdera om “Sete Fontes” skulle utses till nationalmonument.

### Bevarande och hot om förstörelse
.

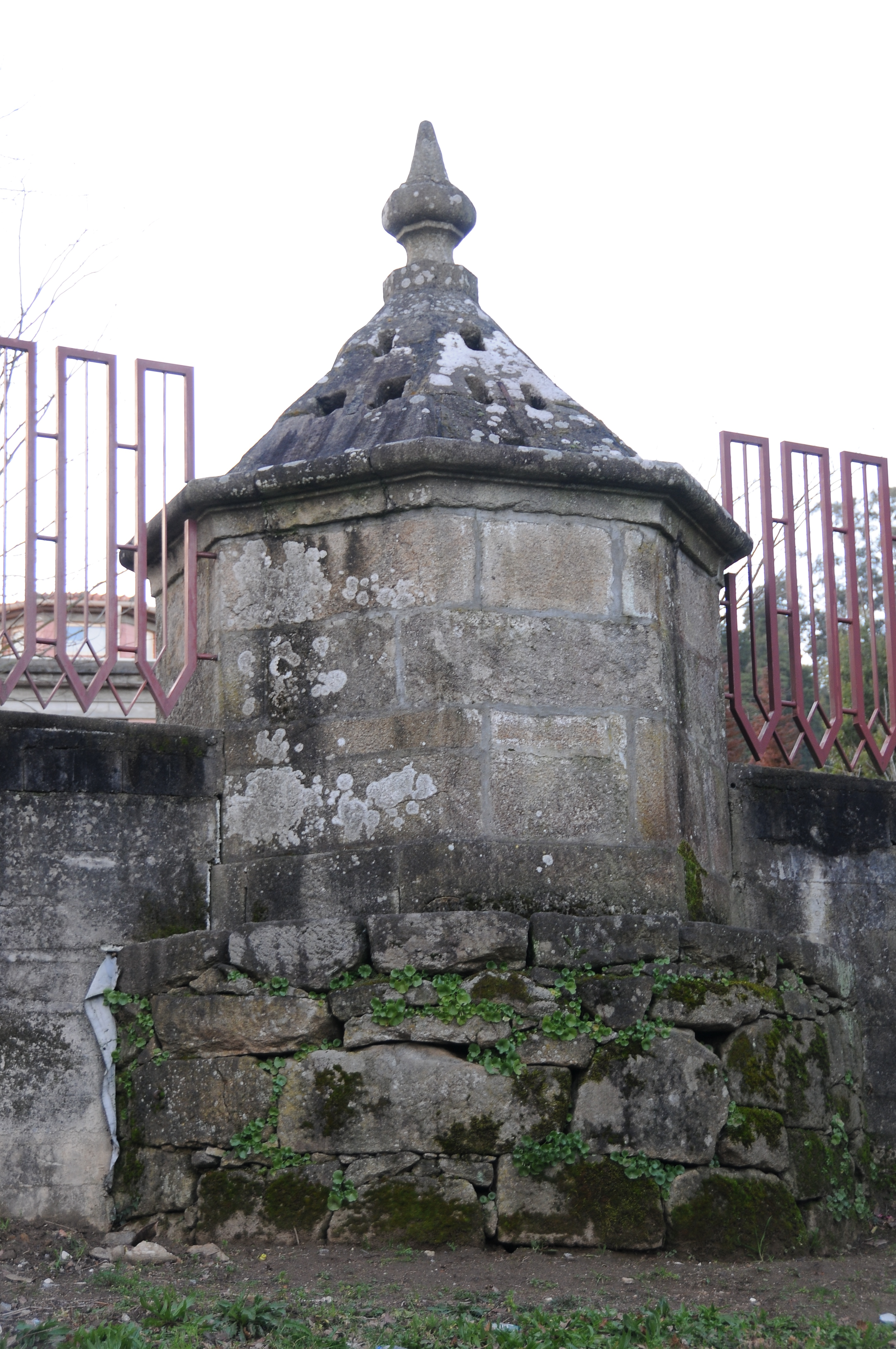
Respiro de Mina das Freiras inklämd i en mur intill en skola inom Sete Fontes

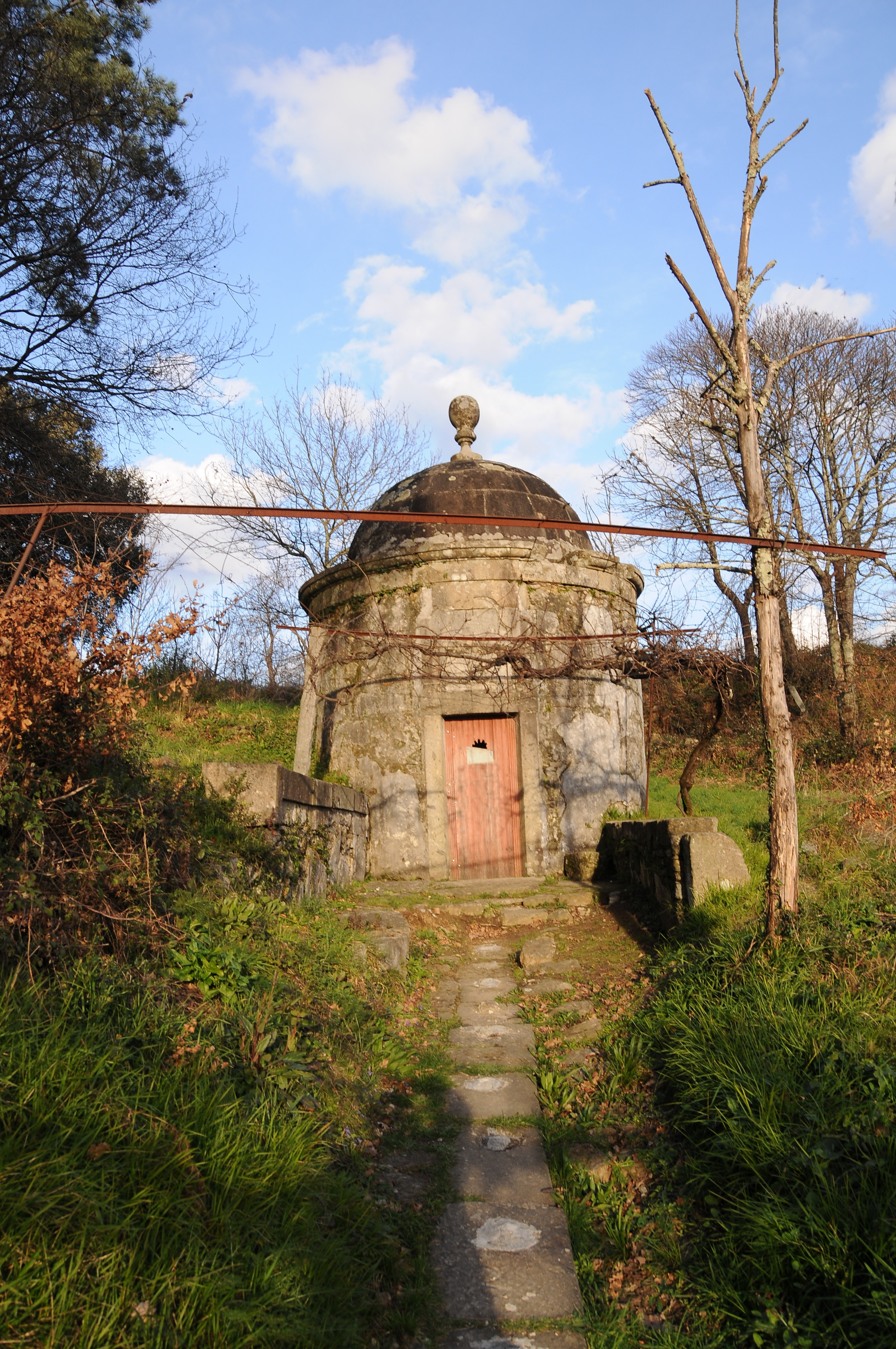
Mãe d’água da Mina de Dr. Sampaio

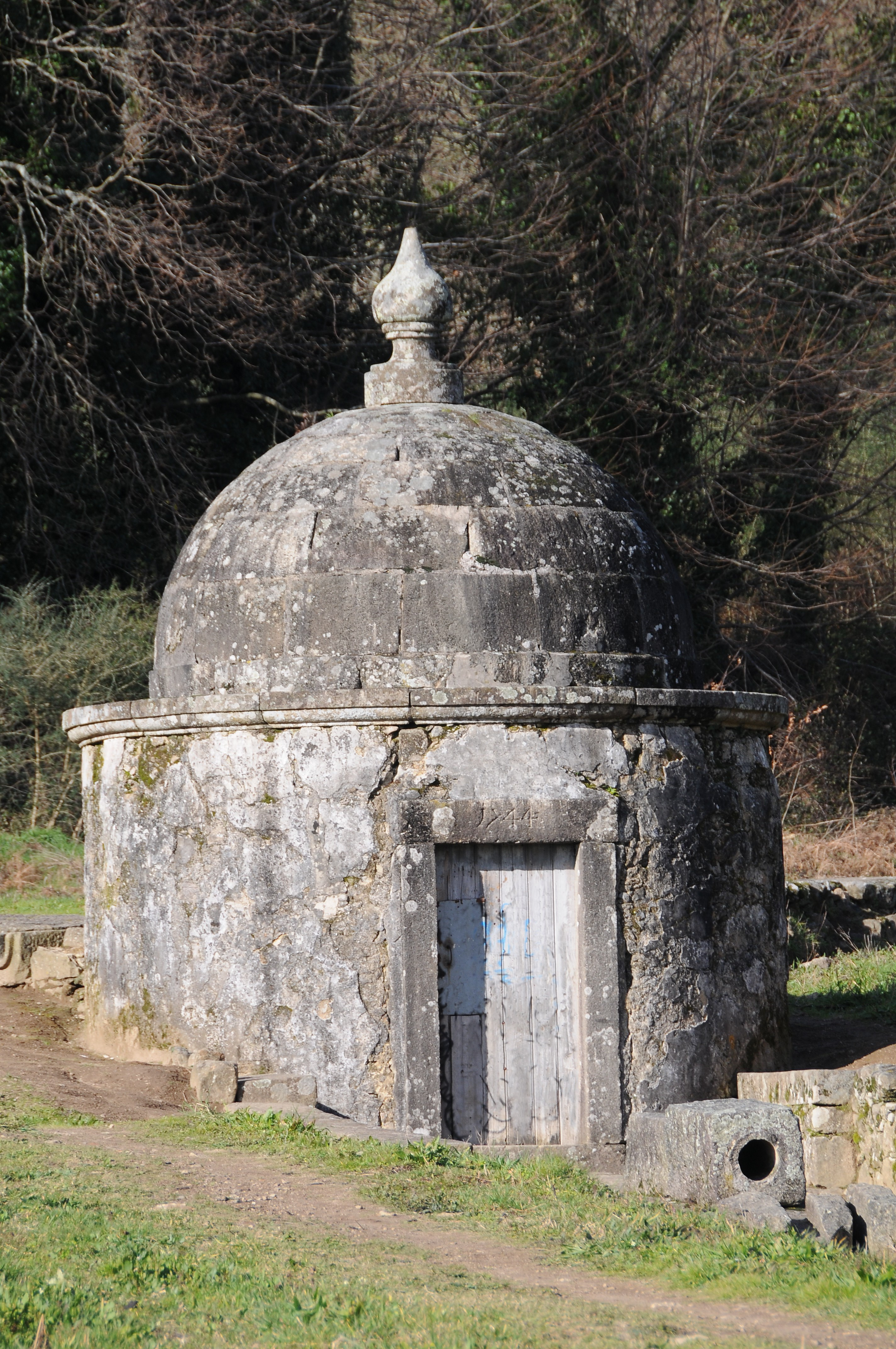
Ett av tvillingtornen Dr. Alvim

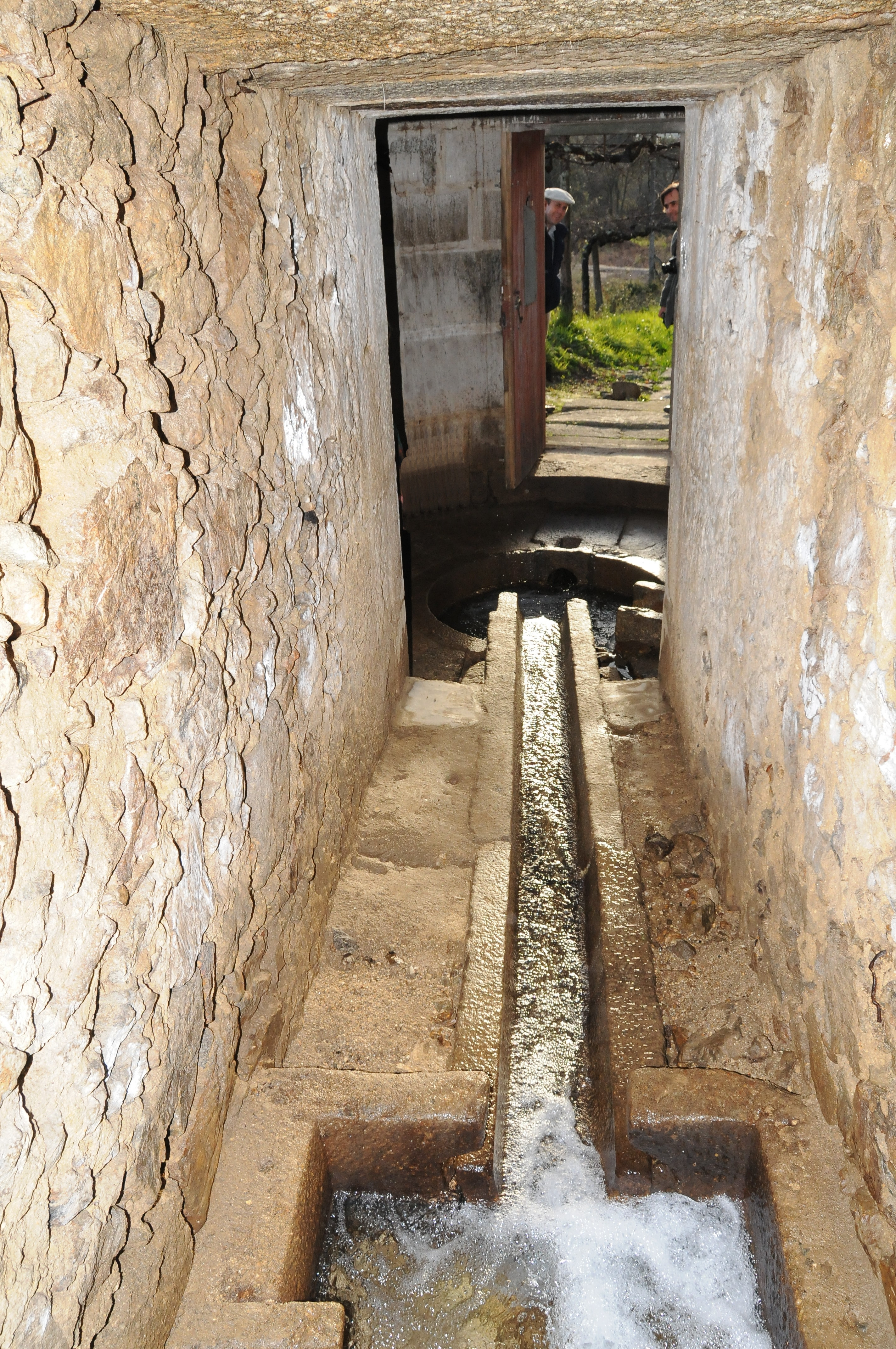
Interiör vy av akvedukten i Mina of Dr. Sampaio

Stadsplanerna från 1999 indikerar att den övre liggande delen av Sete Fontes skulle förstöras av en motorväg. Under det offentliga samrådet 2003 av planerna visade det sig att halva Sete Fontes ansågs behöva förstöras för att ge plats åt nämnda väg . Den första (hittills enda) miljökonsekvensbeskrivningen noterade att fem av akvedukterna och ett flertal av de underjordiska gångarna skulle påverkas.
Området kring Sete Fontes blev år 1999 i stadsplanen omklassificerat från jordbruksland till "bebyggbart med hög densitet" trots att kommunen visste om att området hade samma legala skydd som ett nationalmonument sedan fyra år tillbaka. Många av tomterna köptes av fastighetsbolag och spekulanter utan att man utfärdade bevarande- och rehabiliteringsplaner. Även om kommunen senare påstod sig ha intresse av att bevara “Sete Fontes” som ett nationalmonument fortsatte området utan skydd i stadsplanen. I samma omgång avsattes den östliga delen (åtminstone tre av källorna skulle påverkas) som allmännyttig mark och utpekades under 2002 som platsen för det nya sjukhuset. Den delen av området ett militärt område, delvis en skjutbana.
Vid åtminstone ett tillfälle försökte kommunen (under Mesquita Machados styre) förhindra klassificering av Sete Fontes som nationalmonument. Enligt portugisisk lag krävs att det kompetenta organet (i detta fall DRC Norte eller IGESPAR/IPPAR) måste ge uttryckligt tillstånd för att kunna bygga eller göra ändringar inom 50 meter från skyddat område, dvs. nationalmonument eller monument under utvärdering.. Hittills har något sådant tillstånd inte getts.
2008 utannonserades försäljning av ett stort stycke av landet inom Sete Fontes. Cirka 57950 kvadratmeter var till salu, inklusive Minas das Verdosas 1, Minas das Verdosas 2, Mina dos Orfãos, Respiro nära Mina das Freiras och halva Mina das Freiras samt långa sträckor av akvedukten, både i marknivå och underjordiskt.
I ett försök att minska påverkan på Sete Fontes föreslog portugisiska vägverket, Estradas de Portugal, att man skulle kunna bygga en bro över Sete Fontes.
Dåvarande stadsdelschefen i São Vitor försökte vid ett flertal tillfällen få klarhet i bevarandet (eller inte) av Sete Fontes utan några klara svar. Notera att chefen för kulturskydd i norra Portugal (DRC Norte: Direção Regional de Cultura do Norte) har bekräftat att det har lovats att bygglov ska ges inom det skyddsområdet . Dåvarande kommunstyrelsen har på sitt sätt bekräftat detta genom att påstå att byggtätheten i området är 25% än tänkt i detaljplanen för Sete Fontes. Några har föreslagit att kommunen ska genomföra att byte av land, en process som användes vid byggandet av den nya fotbollsstadion. Genom dessa byten skulle det säkras 56 hektar park inklusive 20 hektar grönområden kring Sete Fontes. Det nya sjukhuset ligger inom det skyddade området för Sete Fontes. När byggandet av det nya sjukhuset påbörjades påstod kulturskyddsverket (IGESPAR) att de inte hade någon information om byggandet (och förmodligen heller inte gett något tillstånd för byggande). I praktiken hade byggherren ignorerat Sete Fontes. Under byggandet kastade byggherren ut den lagkrävda arkeologen. Senare under bygget hotade slam från bygget den strukturella integriteten av de närliggande underjordiska akvedukterna, särskilt den i Mina dos Orfãos. Flera romerska fynd gjordes under bygget, både enstaka bitar men även nästan intakta ugnar och andra industriella lämningar.
I slutet av 2008 satte någon upp ett staket 50 meter in i skyddszonen kring Sete Fontes. Mina das Verdosas 2, både ingången och den underjordiska gången, förstördes i februari 2011 under byggandet av vägen till det nya sjukhuset. Underligt nog påstod många myndigheter (DRCNorte och vägverket) och statssekreteraren för kultur att båda källorna Verdosas inte tillhör Sete Fontes även om de kartlagts som sådana redan 1956 (av Alberto Costa). Av någon anledning kom de aldrig med i IPPAR/IGESPAR dokument. Både dåvarande kommunstyrelsen och vägverket påstod att Sete Fontes inte skulle påverkas av vägen upp till sjukhuset. Fram till åtminstone 2012 var Sete Fontes i kommunen GIS-klassificerat som byggbart område inklusive det nya sjukhusområdet.

### Nationalmonument
En stor del av Sete Fontes ligger på privat mark vilket har försvårat processen att bevara och främja systemet. Den lokala kulturorganisationen ASPA (Associação para a Defesa, Estudo e Divulgação do Património Cultural e Natural) har under lång tid (åtminstone sedan 1995) arbetat för att Sete Fontes ska bevaras som ett nationalmonument. 27 mars 1995 skickade  ASPA in en petition till dåvarande portugisiska institutet för arkitektoniskt kulturarv (IPPAR: Instituto Português do Património Arquitectónico). Processen drog igång snart efter. 2001 publicerades förslaget till bevarandezon (Zona de Proteção) vilket inbegrep all mark inom 50 meter från alla Sete Fontes konstruktioner både i marknivå och under jord. Förslaget var undertecknat av borgmästaren även om förslaget saknade delar av systemet såsom båda Minas Verdosas liksom sista delen av akvedukten i marknivå fram till Rua de Areal em Cima samt att ingenstans nämndes upptagningsområdet. 2003 placerades Sete Fontes på den officiella listan över monument att utvärderas som nationalmonument. I maj samma år skrev kulturministern under på att Sete Fontes skulle anses som nationalmonument.
I maj 2009 föreslog kulturministeriet att man skulle utöka det skyddade området och utfärda en "specialskyddszon" (Zona de Protecção Especial (ZPE) kring Sete Fontes, vilket var publicerat senare samma år. Denna ZPE inbegrep delvis båda Mina das Verdosa men fortsatt inte utmärkta på kartan. Enligt lag ska utfärdandet av en ZPE inbegripa ett offentligt samråd, men alla förslag och kommentarer ignorerades av kommunen. Fler än 6000 personer skrev på ett yrkande om bevarande om Sete Fontes som nationalmonument och det överlämnades till talmannen i portugisiska riksdagen i mitten av 2010. En kommitté tog upp yrkandet och följdes av en debatt i riksdagen efter vilket två officiella utlåtande gjordes till försvar av bevarandet av Sete Fontes som nationalmonument. Enligt lag behövde Sete Fontes vara klassificerat senast sista dagen 2010 för inte att förlora chansen att bli nationalmonument. Turligt nog förlängdes processen ytterligare ett år. I mars 2011 utlyste ministerrådet att Sete Fontes snart skulle utses till nationalmonument, det officiella beslutet kom ut i maj tillsammans med en karta över specialskyddszonen i den officiella tidningen (Diário da República). En stor del av specialskyddszonen upptas av det nya sjukhuset och dess tillfartsväg.

## Arkitektur
Sete Fontes består av att antal akvedukter (totalt ca 3500 meter lång) och byggnader i stadsdelen São Vítor. Nätverket är indelat i ett tiotal underjordiska gångar samt åtminstone sex korsningar som binder samman akvedukterna. Dock förstördes en korsning 1995 och en har blockerats (från Verdosas) .
De mest framträdande konstruktionerna i Sete Fontes är dess Mão d’Àgua (bokstavligen: vattenmoder) . De är gjorda i barockstil bestående av cylindriska strukturer med valvtak, taklist och takspiror. Vissa av dem har även vapensköld. .
Även om dessa byggnader inte några officiella namn brukar de ges namn namn efter den person som betalade bygget eller vars mark akvedukten korsar. I ordning från högst upp Mina do Dr. Amorim (1752), Mina do Dr. Nozes, Mina do Dr. Sampaio, Mina dos orfaons (1804), Mina do Dr. Alvim (de cima), Mina do Dr. Alvim (de baixo) (1744), Mina Preta, Mina das Verdosas 1, Mina das Verdosas 2 (förstörd 2011) and Mina de Xedas/Chedas and Mina de Adelino Correia (förstörd 1995). Det finns också tre “andningstorn” ("respiros"). En oktagonal tillhörande Mina das Freiras och två cylindriska: en nära Mina dos Orfaons and Mina das Freiras.
Sete Fontes är ett unikt exempel på portugisisk ingenjörskonst från 1700-talet inbegripet de underjordiska gångarna och akvedukterna i ett försök att följa den naturliga topografin. Rören gjorda i sten är delikat utförda, varje del passar tätt ihop och för vatten hundratals meter mellan vattenkorsningarna i Mães d’Àgua.
Av de ursprungliga källorna finns drygt tio källor kvar som ger ifrån sig drickbart vatten. En vattenförman (”agueiro”) ser till att systemet fortsätter att fungera. . Vattnet från Sete Fontes används idag mestadels till några fontäner i stan, vid torgen Largo do Paço and Largo Carlos Amarante. Det finns numer bara en allmän kran (Bica Pública das Sete Fontes (bredvid Mina do Dr. Amorim)). Det fanns en som kallades Poça da Monte (nära Mina das Verdosas 1). Vattenkvaliteten kollas med regelbundna mellanrum av stadsdelsnämnden i São Vítor